# Alnus oblongifolia
Alnus oblongifolia là một loài thực vật có hoa trong họ Betulaceae. Loài này được Torr. mô tả khoa học đầu tiên năm 1858.